# Lugnarohögen

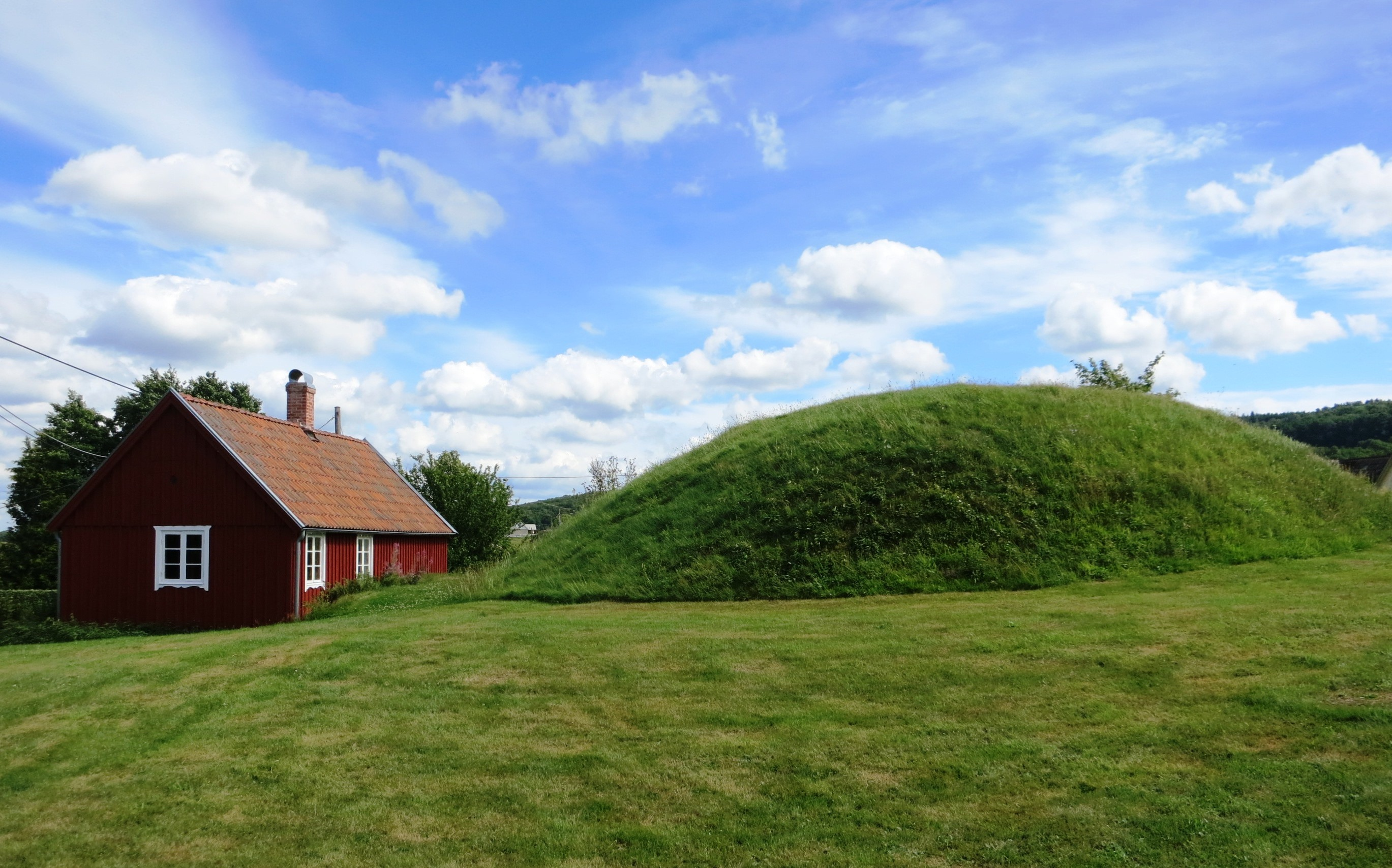
Lugnarohögen vid torpet Lugnaro i Hasslöv i Laholms kommun

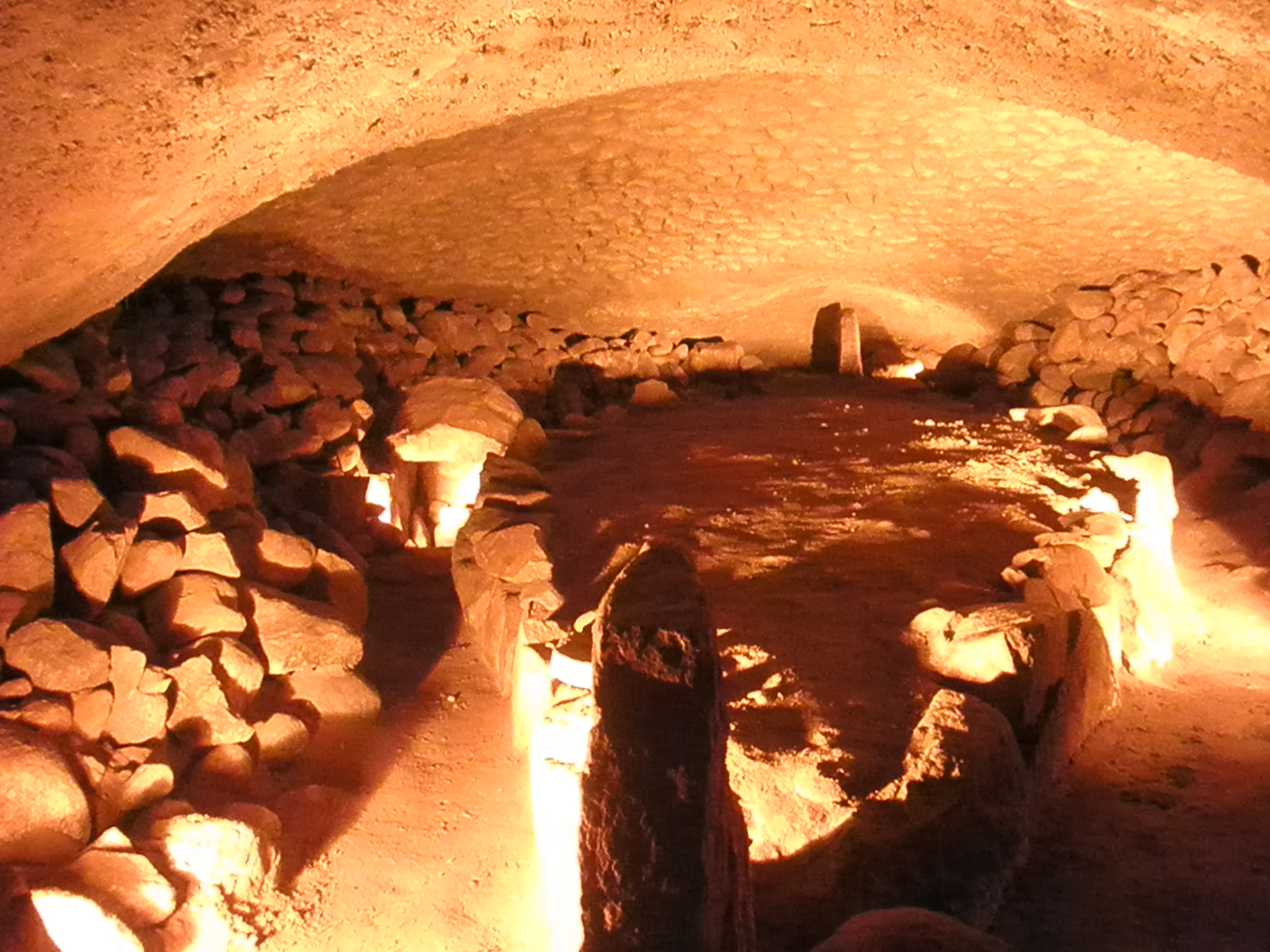
Högens inre.

Lugnarohögen är en gravhög från yngre bronsåldern som finns vid Lugnaro, ett torp i Hasslöv, 10 km söder om Laholm, Halland. Högen grävdes ut åren 1926–27, och under ett röse i högens mitt hittades en 8 meter lång stensättning i form av ett skepp. Detta var den första skeppsgravsättning i en bronsåldershög som påträffats i Sverige. Stenformationer liknande den i Lugnarohögen kallas stensättningar eller skeppssättningar när de är resta ovan jord. 
Intill skeppet fann man en stenkista med brända ben av människa och får samt tre små bronsföremål: en syl, en pincett och en dolk från cirka 900–800 f.Kr. I högens övre jordlager hittades även två mindre gravsättningar, så kallade sekundärgravar, som troligen hade tillkommit senare.
I samband med utgrävningen på 1920-talet iordningställdes högen och en underjordisk gångtunnel från det angränsande torpet byggdes för att göra det möjligt att se graven inifrån. Lugnarohögen blev därefter ett utflyktsmål för såväl skolor som arkeologer och historieintresserade turister. Lugnarohögen stängdes för besökare 2009 eftersom graven var i dåligt skick. Sju år senare köpte Laholms kommun gravhögen från Statens fastighetsverk. Efter en omfattande renovering nyinvigdes Lugnarohögen den 27 juni 2020.